# Tinkhamia
Tinkhamia is een kevergeslacht uit de familie van de boktorren (Cerambycidae). De wetenschappelijke naam van het geslacht werd voor het eerst geldig gepubliceerd in 1937 door Gressitt.

## Soorten
Tinkhamia omvat de volgende soorten:
- Tinkhamia hamulata Gressitt, 1937
- Tinkhamia validicornis Gressitt, 1951